# Training Day
Training Day (bra: Dia de Treinamento; prt: Dia de Treino) é um filme policial norte-americano de 2001, dirigido por Antoine Fuqua, e protagonizado por Denzel Washington e Ethan Hawke.
O filme conta a história de um policial novato que entra no departamento de narcóticos da polícia de Los Angeles, e passa a ter como parceiro um policial veterano corrupto. Com roteiro de David Ayer.
Training Day conta também no seu elenco com os atores Scott Glenn, Tom Berenger, Harris Yulin, Raymond J. Barry, Terry Crews e Eva Mendes, além da participação dos cantores Dr. Dre, Snoop Dogg e Macy Gray. O orçamento de Training Day foi de 45 milhões de dólares.

## Elenco
- Denzel Washington como Alonzo Harris
- Ethan Hawke como Jake Hoyt
- Scott Glenn como Roger
- Tom Berenger como Stan Gursky
- Harris Yulin como Doug Rosselli
- Raymond J. Barry como Lou Jacobs
- Cliff Curtis como Smiley
- Dr. Dre como Paul
- Snoop Dogg como Blue
- Macy Gray como esposa de Sandman
- Charlotte Ayanna como Lisa Hoyt
- Eva Mendes como Sara Harris
- Nick Chinlund como Tim
- Jaime Gomez como Mark
- Raymond Cruz como atirador
- Noel Gugliemi como Moreno
- Seidy López como sonhador
- Denzel Whitaker como Dimitri
- Peter Greene como Jeff

## Recepção

### Resposta da crítica
No site agregador de críticas Rotten Tomatoes, 74% das 167 resenhas dos críticos são positivas, com uma classificação média de 6,5/10. O consenso do site diz: "O final pode não ser nada satisfatório, mas Denzel Washington nos lembra por que ele é um ator tão bom neste drama policial tenso e brutal." O Metacritic, que usa uma média ponderada, atribuiu ao filme uma pontuação de 71 em 100, baseado em 36 críticos, indicando críticas "geralmente favoráveis".

### Bilheteria
Com um orçamento de US$ 45 milhões, o filme arrecadou US$ 76,6 milhões no Canadá e nos Estados Unidos e US$ 28,2 milhões internacionalmente, totalizando US$ 104,9 milhões.

## Prêmios
Denzel Washington ganhou o Oscar de melhor ator. Ethan Hawke foi nomeado para o Oscar de melhor ator coadjuvante.
Denzel Washington recebeu uma indicação ao Globo de Ouro, na categoria de melhor ator - drama, e também foi indicado ao MTV Movie Awards, na categoria de melhor vilão.